# Resolução 207 do Conselho de Segurança das Nações Unidas
A Resolução 207 do Conselho de Segurança das Nações Unidas aprovada por unanimidade, em 10 de agosto de 1965, após um relatório recebido do Secretário-Geral indicando que os recentes acontecimentos no Chipre haviam aumentado a tensão na ilha, o Conselho reafirmou sua Resolução 186 e convidou todas as partes a evitar qualquer ação que pudesse piorar a situação.